# Anschlageisen

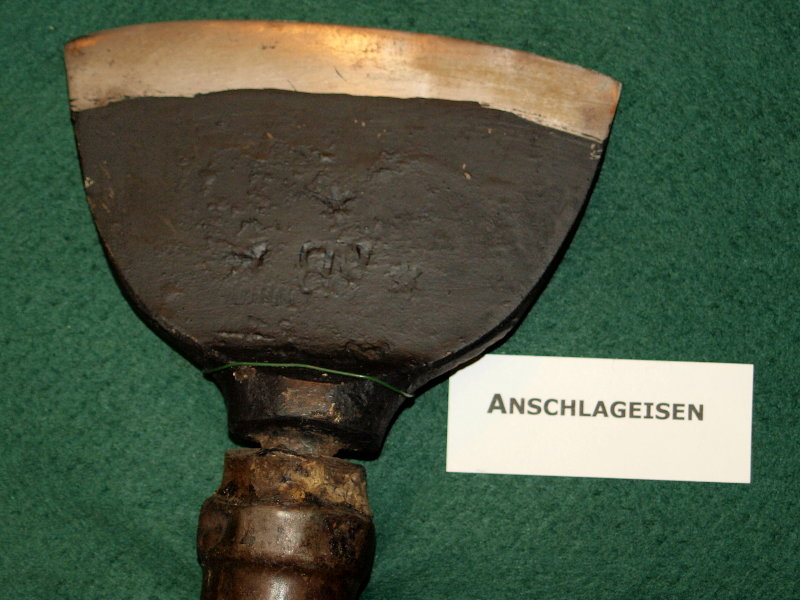
Werkzeug zum Herstellen der Kerbe für das Pechhäferl

Das Anschlageisen ist ein förmiges Werkzeug mit zwei Schneiden, das zum Einarbeiten von Nuten für Einsteckschlösser etc. benutzt wird. Das stählerne Werkzeug mit rechtwinkligen zugeschärften Ansätzen an beiden Enden, von denen die Schärfe des einen parallel, die des andern rechtwinklig zur Länge des Anschlageisens verläuft, dient zum Anzeichnen und Ausstemmen von Vertiefungen für Schlösser, Riegel usw. da, wo ein langer Meißel nicht anwendbar ist. Außerdem dient ein Anschlageisen auch als Werkzeug zum Herstellen der Kerbe für das Pechhäferl.